# Valsts Elektrotehniskā Fabrika
Pour les articles homonymes, voir VEF.
Valsts Elektrotehniskā Fabrika plus connue sous l'acronyme VEF est une entreprise lettonne produisant du matériel électrique et électronique.

## Historique

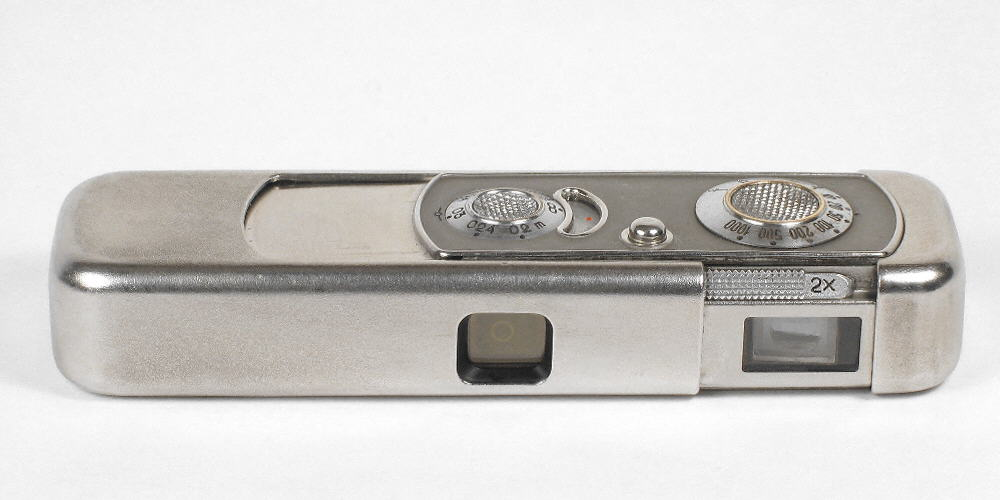
VEF Minox

Fondée en 1919, VEF fabriquait un très large éventail de produits avant la Seconde Guerre mondiale, y compris des avions (Irbitis), des automobiles et des appareils photographiques miniatures (Minox).
Pendant la période soviétique, VEF était une des composantes du complexe industriel letton spécialisé en électronique qui fournissait à l'Union soviétique du matériel de télécommunication destiné aux militaires. Les cinq plus grosses entreprises étaient VEF, Radiotehnika, Alfa, Komutators et Elar qui produisait des composants pour les quatre autres.
À son apogée, en 1991, VEF employait 20 000 personnes et sa production principale était des centraux téléphoniques, des téléphones et des radios. Avec l'ouverture au marché concurrentiel, l'industrie électronique lettonne fut mise en difficulté. Malgré les tentatives de restructuration, l'ensemble de la production chuta de 90 % entre 1993 et 1997. VEF fut divisée en six entreprises mais beaucoup ne survécurent pas.
Aujourd'hui, VEF un Ko, VEF TELEKOM et VEF Radiotehnika RRR emploient entre 100 et 200 personnes chacune.

## Produits

### Appareils photo
- Minox

### Radios
- Spīdola
- Vega VEF

### Téléphones
- VEF-TA

### Computers
- VEF ORMIKA
- VEF-1022
- VEF-MIKRO 1024
- VEF-MIKRO 1025

### Avions
- VEF Irbitis I-11
- VEF Irbitis I-12
- VEF Irbitis I-14
- VEF Irbitis I-15
- VEF Irbitis I-16
- VEF Irbitis I-17
- VEF Irbitis I-18
- VEF Irbitis I-19
- VEF JDA-10M

### Motos
- Pandera